# 交響曲第9番 (ハイドン)
交響曲第9番 ハ長調 Hob. I:9 は、フランツ・ヨーゼフ・ハイドンが1762年に作曲した交響曲。

## 概要
自筆楽譜は現存しないが、19世紀には自筆譜が残っており、そこに1762年と記されていたという。
エステルハージ家の副楽長時代（1761年-1765年）の交響曲ではしばしば協奏曲的に独奏楽器を活躍させることがある。本曲でも第2楽章のフルートや、メヌエットのトリオのオーボエ独奏と管楽五重奏など、音色の工夫が見られる。

## 楽器編成
フルート2、オーボエ2、ホルン2、第1ヴァイオリン、第2ヴァイオリン、ヴィオラ、低音（チェロ、ファゴット、コントラバス）。
2本のフルートは第2楽章にのみ出現し、同楽章ではオーボエとホルンは休む。当時のエステルハージ家にはフルート奏者はひとりしかいなかったため、第2フルートはオーボエ奏者の持ち替えだった。交響曲第7番でも同様だったという。
当時のハイドンの他の交響曲と同様、チェロ・ファゴット・コントラバスの独立したパートは存在せず、低音の楽譜を演奏するが、メヌエットのトリオで管楽器のみになる箇所ではファゴットのみを使用するように指示されている。

## 構成
全3楽章で構成され、メヌエットで終わる。ハイドン初期の交響曲は3楽章のものが多いが、メヌエットなしの3楽章であることが多く、またメヌエットとは形式が異なり「メヌエットの速さで」（Tempo di Menuetto）と記されたものも3曲ある（第4番、第18番（ただし緩徐楽章で始まる）、第30番『アレルヤ』）。純然たるメヌエットで終わるのは本曲と第26番『ラメンタツィオーネ』のみである。通常と構成が異なることについて、1762年5月17日に行われたニコラウス侯爵の襲爵式で序曲として演奏された可能性も指摘されている。
- 第1楽章 アレグロ・モルト
ハ長調、4分の2拍子、ソナタ形式。

主和音を3回鳴らした後に速い音階進行をもつ第1主題ではじまる。管楽器のファンファーレの後にト長調に変わり、その後にオーボエとの掛け合いのリズムに特徴がある第2主題が出現する。

- 第2楽章 アンダンテ
ト長調、4分の2拍子、二部形式。
弦楽器とフルート2本によって演奏される。フルートとヴァイオリンを重ねて穏やかな明るい旋律を演奏する。

- 第3楽章 フィナーレ：メヌエット：アレグレット - トリオ
ハ長調、4分の3拍子。
メヌエット主部では8分音符の分散和音に始まる旋律をヴァイオリンとオーボエを重ねて演奏する。トリオでは弦楽器の伴奏の上を独奏オーボエが旋律を吹く。途中に弦楽器が休んで管楽五重奏（オーボエ2、ホルン2、ファゴット1）によって演奏される箇所が存在する。